# جیمز اچ. اسنوک
جیمز اچ. اسنوک (انگلیسی: James H. Snook; ۱۷ سپتامبر ۱۸۷۹ – ۲۸ فوریهٔ ۱۹۳۰) تیرانداز اهل ایالات متحده آمریکا بود. وی به اتهام قتل در سال ۱۹۳۰ با صندلی الکتریکی اعدام شد.